# Нерсесян, Тигран Бабкенович
Нерсесян Тигран Бабкенович (арм. Տիգրան Բաբկենի Ներսիսյան; род. 7 мая 1966, Ереван) — армянский актёр театра и кино, сын известного советского артиста, народного артиста СССР Бабкена Нерсесяна и супруг заслуженной артистки Армении Нелли Херанян. Заслуженный артист Республики Армения (2004).

## Биография
Тигран Нерсисян родился 7 мая 1966 года в Ереване, в семье народного артиста Бабкена Нерсесяна и Жени Нерсесян.
Окончил Ереванскую среднюю школу № 114.
С 1986 по 1992 - учился в Ереванском театральном институте на актерском факультете. С 1986-92 - актер Армянского академического театра драмы им. Сундукяна. С 1992-93 - в театре "Амазгаин" под руководством Соса Саркисяна. С 1994-95 - в театре драмы им. Мкртчяна. С 1996 - вновь в Армянском национальном академическом театре им. Сундукяна.

## Роли в театре и кино

### Роли в театре
- Орест — «Ифигения в Авлиде» Еврипид (1975)
- Джони — «Мое сердце в горах…» У.Сароян (1978)
- Керубин — «Женитьба Фигаро» П.Бомарше (1984)
- Ромео — «Ромео и Джульетта» У.Шекспир (1985)
- Александр — «Беда от нежного сердца» В.Соллогуб (1983)
- Осеп — «Разрушенный очаг» А.Ахвердиев (1984)
- Джим — «Опасный поворот» Д.Пристли (1986)
- Принц — «Хрустальное сердце» Л.Устинов (1985)
- Атом — «Принцесса падшей крепости» Л.Шант (1991)
- Незнакомец — «Недопустимое допускаемое» (1991)
- Согомон Тейлерян — «Встать, суд идет…» П.Зейтунцян (1990)
- Володя — «Дорогая Елена Сергеевна» Л.Разумовская (1988)
- Арам — «Горные тюльпаны» (1992)
- Эдмунд — «Король Лир» У.Шекспир (1996)
- Отарян — «Для чести» А.Ширванзаде (1995)
- Аббат — «Жена булочника» М.Паньоль (1993)
- Том — «Стеклянный зверинец» Т.Уильямс (1994)
- Мамикон — «Завещание» Г.Сундукян (1997)
- Калигула — «Калигула» А.Камю (1997)
- Де Мари — «Охотники за удовольствием» (1997)
- Нерсе — «Рузан» Мурацан (1998)
- Абега — «Древние боги» Л.Шант (1999)
- Яша — «Вишневый сад» А.Чехов (2001)
- Туманян — «Наша часть счастья» Р.Шароян (2002)
- Вагинак — «Я дерево абрикосово» А.Петросян (2005)
- Раскольников — «Преступление и наказание» М.Достоевский (2006)
- Король Аршак — «Король Аршак» П.Зейтунцян (2008)
- Бастард — «Король Иоанн» У.Шекспир (2012)
- Андраник — «100 лет спустя» П.Зейтунцян (2012)
- Ричард — «Ричард III» У.Шекспир (2014)

### Роли в кино
- «Перекресток» (1987)
- «Загнанные» (1991)
- «Арцахский недоконченный дневник»(1992)
- «Ультиматум» (1992)
- «Путешествие» (2000)
- «Убитый голубь» (2009)
- «Не смотри в зеркало» (2010)

## Награды и премии
- 2000 - Премия РА «Артист»
- 2001 - Премия "Артавазд" союза театральных деятелей Армении за лучшую мужскую роль("Наша часть счастья" О.Туманян)
- 2002 - Премия "Ваагн" за лучшую мужскую роль("Наша часть счастья" О.Туманян)
- 2002 - золотая медаль от министерства культуры РА
- 2004 - заслуженный артист Республики Армения
- 2008 - награда за вклад в театральное искусство от министерства культуры РА
- 2013 - медаль Мовсеса Хоренаци